# اریش فون دنیکن
اریش آنتون پاول فون دنیکن (به آلمانی: Erich Anton Paul von Däniken) (در ترجمه‌های فارسی، «اریک فون دنیکن» یا «وون دنیکن» نیز نوشته‌شده) نویسنده آلمانی زبان اهل کشور سوئیس و نویسنده چندین کتاب دربارهٔ نظریات فضانوردان باستانی و زیست فرازمینی است.
اولین اثر فون دنیکن ارابه خدایان بود که یک کتاب پرفروش در آلمان و آمریکا بود و بعدها در ۳۸ کشور دیگر نیز چاپ این کتاب با استقبال روبرو شد. نظریات وی در این کتاب باعث شد تا وی را پدر نظریات فضانوردی باستانی لقب بدهند.
او ۲۶ کتاب مختلف نوشته است که به ۲۰ زبان زنده دنیا ترجمه شده است و حدود ۶۰ میلیون جلد از آن‌ها در سراسر جهان به فروش رفته است.

## زندگی
اریش فون دنیکن در ۱۴ آوریل ۱۹۳۵ در شهر زوفینگن سوئیس متولد شد. او فارغ‌التحصیل کالج اس تی مایکل در فریبورگ است. در ۱۹۶۰ با الیزابت اسکاجا ازدواج کرد و حاصل این ازدواج کورنلیا (زاده ۱۹۶۳) تنها فرزند این زوج می‌باشد. او در نوجوانی شاهد فرود اضطراری یک بمب افکن آمریکایی در طی جنگ جهانی دوم در نزدیکی منزل پدرش بود. سربازان یک یک بدون نقاب و با نقاب از لاشه آن پایین می‌آمدند و این‌گونه جرقه فرود خدایان در ذهن پرکار او کلید خورد. او پس از نخستین و دومین کتابش «خدایان آن سوی فضا» مورد اعتراض و فشار شدید کلیساهای کاتولیکی قرار گرفت. او به ناگهان بسیاری از باورهای مسیحیان متعصب را کفر خواند و گفت خداوند بسیار برتر از آنست که پسری داشته باشد. او می‌گوید این اعتقاد احمقانه‌ترین فلسفه‌ای است که در حیطه خداشناسی مطرح شده است. وی تاوان سختی برای عدم پذیرش اعتقادات کاتولیکی پرداخت کرد؛ اما هرگز تسلیم نشد.
فون دنیکن آنقدر به کشف اسرار فضا علاقه داشت که از همان نوجوانی همیشه دربارهٔ فضانوردی، بشقاب‌پرنده‌ها و موجودات هوشمند فرازمینی صحبت می‌نمود. همین علاقه شدید باعث شد مدیر یک اردوگاه کار جوانان که او در آنجا سرپرست یک گروه بود از وی شکایت کند و دادگاه نیز وی را به ۴ ماه حبس تعلیقی محکوم نمود. پس از آن پدرش او را از مدرسه بیرون آورد و برای کار به هتلی در سوئیس فرستاد. دنیکن با پول مختصری که پس‌انداز کرده بود به مصر سفر کرد تا بلکه برای هزاران پرسش بی‌پاسخ خود جوابی بیابد. او پس از مدتی به سوئیس بازگشت و در پی اتهام به کلاهبرداری دوباره روانه زندان شد.

## آثار
- ارابه خدایان (۱۹۶۸)
- بازگشت به ستارگان (۱۹۶۸)
- خدایان آن سوی فضا (۱۹۷۰)
- طلای خدایان (۱۹۷۲)
- در جستجوی خدایان باستان (۱۹۷۳)
- معجزه‌های خدایان (۱۹۷۴)
- برابر با شواهد موجود (۱۹۷۷)
- نشانه‌های خدایان (۱۹۷۹)
- گذرگاه خدایان (۱۹۸۱)
- خدایان و طرح با شکوه آن‌ها (۱۹۸۲)
- چشمان ابوالهول (۱۹۹۶)
- بازگشت خدایان (۱۹۹۷)
- فرود خدایان (۱۹۹۸)
- اودیسه خدایان (۲۰۰۰)
- خدایان فضانورد (۲۰۰۱)
- تاریخ نادرست است (۲۰۰۹)

## منتقدان
بسیاری از دانشمندان از جمله کارل ساگان و یوسف سامویلوویچ نظریات فضانوردی باستانی را زیر سؤال برده‌اند. اگرچه ساگان نظریه‌های دنیکن را کاملاً رد نکرد.
فون دنیکن ادعا داشت کتیبه باستانی فلزی ضدزنگ دهلی ستون آهنی، یکی از شواهد حضور ماورا زمینی هاست.
بعضی هم اعتبار فون دنیکن را به خاطر شواهد جعلی از جمله عکس‌ها و نمونه‌های سفالی بشقاب پرنده به زیر سؤال می‌برند.
او در کتاب «طلای خدایان» مدعی شده که در یکسری تونل باستانی ساخته دست بشر در اکوادور (Cueva de los Tayos) به همراه راهنمایش یکسری مجسمهای عجیب و کتیبه‌های فلزی دیده که مطمئناً کار فرازمینی هاست. خوان مونریکز، فردی که فون دنیکن ادعا می‌کند راهنمای او در تونلها بوده در مصاحبه با اشپیگل گفت که تمام توضیحات فون دنیکن تنها محصول گفتگویی طولانی بوده و عکسهای موجود دستکاری شده‌اند. فون دنیکن بعداً در مصاحبه با پلی‌بوی اعتراف کرد که اگرچه او از این کتابخانه لوح‌های فلزی بازدید کرده بوده اما یک قسمت از ماجرا را خود سرهم کرده تا کتابش جالبتر شود.

## سوابق قانونی
در دهه ۱۹۶۰ زمانی که فون دنیکن در رستوران‌ها و هتل‌ها در گوشه و کنار سوییس کار می‌کرد به جرم کلاهبرداری از مدیر هتل بازداشت و زندانی شد. در ۱۹۶۷ بلافاصله بعد از چاپ کتاب ارابه خدایان مجدداً به جرم کلاهبرداری و فرار از پرداخت مالیات به ارزش ۷۰۰۰ پوند انگلیس بازداشت شد. هم‌زمان با تحقیقات در این رابطه، پلیس متوجه بدهی ۳۵۰ هزار پوندی فون دنیکن شد و او بیش از سه سال و نیم زندانی شد.